# Crusoe (série télévisée)
Pour les articles homonymes, voir Crusoé.
Crusoé est une série télévisée en coproduction américaine, britannique et canadienne en un pilote de 90 minutes et treize épisodes de 42 minutes, créée par Stephen Gallagher d'après le roman Robinson Crusoé de Daniel Defoe et diffusée aux États-Unis entre le 17 octobre 2008 et le 31 janvier 2009 sur le réseau NBC, et en simultané sur Citytv au Canada.
En France, la série a été diffusée à partir du 7 août 2009 sur Canal+ Family, dès le 6 juillet 2013 sur NRJ 12 puis rediffusée sur RTL 9, Action et dès le 17 juillet 2015 sur AB1. Au Québec, à partir du 8 juin 2010 sur le réseau TVA.

## Synopsis
Échoué sur une île perdue depuis des années, Robinson Crusoé garde l'espoir d'être secouru et de retrouver un jour sa bien-aimée. En attendant de pouvoir quitter cet enfer paradisiaque, il s'accroche aux souvenirs d'une vie à l'image d'un rêve dont les images s'estompent peu à peu. Il partage cette épreuve avec son compagnon d'infortune, Vendredi. Ensemble, ils vont braver les éléments et combattre des ennemis menaçants.

## Distribution
- Philip Winchester (VF : Denis Laustriat ; VQ : Alexis Lefebvre) : Robinson Crusoé
- Tongayi Chirisa (en) (VF : Ricky Tribord ; VQ : Hugolin Chevrette) : Vendredi
- Sam Neill (VF : Michel Papineschi ; VQ : Guy Nadon) : Jeremiah Blackthorn
- Anna Walton (VF : Sasha Supera ; VQ : Rose-Maïté Erkoreka) : Susannah Crusoé (12 épisodes)
- Mark Dexter (en) (VQ : Frédérik Zacharek) : Samuel Tuffley (8 épisodes)
- Mia Maestro (VF : Barbara Delsol ; VQ : Pascale Montreuil) : Olivia (7 épisodes)
- Kieran Bew (VQ : Tristan Harvey) : Nathan West (6 épisodes)
- Elsa Bodie (VQ : Juliette Mondoux) : Sophie (6 épisodes)
- Sean Bean : James Crusoe (5 épisodes)
- Joaquim de Almeida (VF : Philippe Catoire) : Santos Santana (4 épisodes)

 Source et légende : version québécoise (VQ) sur Doublage.qc.ca

## Épisodes
1. La Chasse au trésor (1/2) (Rum and Gunpowder (1/2)) : Robinson fait connaissance malgré lui avec des pirates. Ces derniers l'oblige à les amener au trésor mentionné sur le dos d'un des leurs.
2. La Chasse au trésor (2/2) (Rum and Gunpowder (2/2)) : Robinson et Vendredi qui se sont réfugiés dans leur campement font face aux attaques des pirates associés à une troupe de soldats espagnols.
3. Paix à son âme (Sacrifice) : Vendredi rêve d'une femme mystérieuse qui aurait été sacrifiée. Ils essayent de retrouver ses ossements.
4. Sus aux mutins (The Mutineers)
5. Acte manqué (High Water)
6. Retrouvailles (Long Pig)
7. Coup de sang (Bad Blood)
8. Héros et scélérats (Heroes and Villains)
9. Faites vos jeux (Name of the Game)
10. Hallucination (Smoke and Mirrors)
11. Partie de chasse (The Hunting Party)
12. Invité surprise (The Traveler) : Jeremiah, un homme très proche de Robinson est sur le point de se noyer. Vendredi et Robinson le repêche à temps. Ils l'accueillent puis essayent ensemble de retrouver son bateau qui est resté dans les parages.
13. Le Retour (The Return) : Jeremiah Blackthorn montre son vrai visage. Il est venu sur l'île non pas pour venir sauver Robinson mais surtout pour récupérer un précieux manuscrit qui pourrait compromettre son immense fortune personnelle et se débarrasser de Robinson par la même occasion.

## Personnages

### Robinson Crusoé
Habile inventeur, il a désormais la mentalité de la survie dans le sang. Il rêve de quitter l'île perdue et de retrouver sa famille en Angleterre en amenant Vendredi. Susannah qui lui est cher dans son cœur et Vendredi son fidèle compagnon l'ont empêcher de sombrer dans une amère solitude ainsi que de devenir fou.

### Vendredi
Libéré par Robinson alors qu'il allait être sacrifié par les cannibales, ils se sont liés d'une amitié fraternelle même si parfois ils n'arrivent pas à s'entendre. C'est également quelqu'un de brillant dans la maîtrise de l'arc.

### Susannah Crusoé
Elle est restée fidèle à Robinson.

### Jeremiah Blackthorn
L'antagoniste principal de la série. Il est l'oncle biologique de Robinson. C'est un homme profondément mauvais puisqu'il n'hésitera pas à incendier l'habitat de son neveu. Malgré tout, il montre des signes de fascination envers l'intelligence de Robinson et semble se remettre en question quand Robinson le complimentait.

### Olivia
D'abord connu sous le nom d'Oliver, elle se fait passer pour l’assistant d'un Docteur dans un équipage où le capitaine a été capturé par un de ses propres hommes. Elle tombe amoureuse de Robinson. Elle ne laissa pas non plus le héros indifférent puisqu'il lui a dit que cela aura pu être possible dans une autre vie (car il est lié à Susannah notamment par les enfants et le mariage avec cette dernière.C'est une femme qui a bon cœur puisqu'elle vient en aide à Susannah en Angleterre.

## Lieux

### La Chute de Blackthorn
La cascade est baptisée en l'honneur de Jeremiah Blackthorn par Robinson peu de temps avant la trahison de cet homme que Robinson admirait tant.

## DVD (France)
- L'intégralité des épisodes est sortie en France le 9 septembre 2009 chez First International Production en coffret 3 DVD au format de tournage 1.78 panoramique en version française et version originale sous-titrée. Pas de suppléments sur la production disponible sur les disques[6].